# Psychotria membranifolia
Psychotria membranifolia är en måreväxtart som beskrevs av Friedrich Gottlieb Bartling och Dc.. Psychotria membranifolia ingår i släktet Psychotria och familjen måreväxter. Inga underarter finns listade i Catalogue of Life.